# 솅겐 지역

솅겐 지역에 속한 국가
솅겐 지역 편입이 법적으로 의무화된 국가

솅겐 지역(영어: Schengen Area)은 1985년에 서명된 솅겐 조약이 적용되는 유럽의 29개 국가의 영역을 의미한다.
솅겐 지역은 아이슬란드, 노르웨이, 스위스 등 유럽 연합에 가입하지 않은 국가가 포함되어 있지만, 솅겐 협정의 법적 틀인 솅겐 아키(Acquis de Schengen)가 1999년 암스테르담 조약에서 유럽 연합법의 공통 기준(acquis communautaire)에 내장되어 있다. 아일랜드를 제외한 모든 유럽 연합 회원국은 솅겐 협정을 시행하는 것을 요구되고 있으며, 키프로스를 제외하고는 솅겐 협정과 관련 규정이 시행되고 있다. 솅겐 지역은 4억 이상의 인구를 보유하고 있으며, 면적은 4,312,099 평방 킬로미터에 달하고 있다.
공항이나 호텔에서 경찰의 인증 검사는 여권이나 유럽 연합이 승인한 국가의 인증 카드도 필요하다. 이 요구 사항은 협정에 가입한 국가별 법령이 다르다.

## 회원국
솅겐 지역은 31개국으로 구성되어 있으며 2개국은 국경 관리를 유지하면서도 협력하는 국가로 참여하고 있다. 솅겐 지역 중 4개국을 제외한 모든 나라가 유럽 연합에 가입했으며 이 외에도 솅겐 지역과의 경계를 완전히 또는 부분적인 제한적으로 개방된 미니 국가가 있다. 유럽 연합에 가입하지 않은 아이슬란드와 노르웨이는 2001년 솅겐 지역에 편입되었지만 이 2개의 나라는 1996년 솅겐 지역에 편입된 다른 국가와 함께 북유럽 여권 동맹을 형성했다. 또 이 2개국과 마찬가지로 스위스도 2008년 솅겐 지역에 편입되었다. 솅겐 협정은 원래 유럽 연합의 테두리 밖에서 이뤄진 것인데, 유럽 경제 공동체에 가입한 당시의 10개국 중 5개국이 체결한 것이었다.
솅겐 관련 규칙의 완전한 시행에 있어서 솅겐 지역에 편입하려는 나라는 영역 관제, 비자, 경찰 협력, 개인 정보 보호에 대한 준비 상황의 심사를 받을 필요가 있다. 이 심사 과정에는 서면에 의한 것이나, 유럽 연합 담당관에 의한 해당 국가의 관련 기관에 조사가 있다.
아일랜드는 유럽 연합에 가입하고 있지만, 솅겐 조약에는 가입하지 않았다. 또한 암스테르담 조약에서 솅겐 관련 법의 적용 제외를 받고 있다. 영국은 2020년에 유럽 연합에서 탈퇴하기 이전까지 경찰·사법 공조 관련 규정에 참여했다.
아일랜드 정부는 2002년 암스테르담 조약 부속 의정서 4호에서 솅겐 아키의 적용을 요구했다. 또한 유럽 연합 이사회에 의한 심사를 요구하는 등 솅겐 지역 진입을 위한 새로운 요청을 하지 않았다.
| 나라          | 면적 (km2) | 인구 (2021년 기준) | 서명일 또는 적용 대상이 된 날 | 시행 일자         | 대상 밖의 영역                                                   |
| ------------- | ---------- | ------------------ | ----------------------------- | ----------------- | ---------------------------------------------------------------- |
| 벨기에        | 30,528     | 11,611,419         | 1985년 6월 14일               | 1995년 3월 26일   |                                                                  |
| 프랑스        | 551,695    | 64,531,444         | 1985년 6월 14일               | 1995년 3월 26일   | 모든 해외 영토                                                   |
| 독일          | 357,022    | 83,408,554         | 1985년 6월 14일               | 1995년 3월 26일3  |                                                                  |
| 룩셈부르크    | 2,586      | 639,321            | 1985년 6월 14일               | 1995년 3월 26일   |                                                                  |
| 네덜란드      | 41,526     | 17,501,696         | 1985년 6월 14일               | 1995년 3월 26일   | 아루바, 보네르섬, 퀴라소, 사바섬, 신트마르턴, 신트외스타티위스섬 |
| 포르투갈      | 92,391     | 10,290,103         | 1992년 6월 25일               | 1995년 3월 26일   |                                                                  |
| 스페인        | 505,990    | 47,486,935         | 1992년 6월 25일               | 1995년 3월 26일   |                                                                  |
| 이탈리아      | 301,318    | 59,240,329         | 1990년 11월 27일              | 1997년 10월 26일  |                                                                  |
| 오스트리아    | 83,871     | 8,922,082          | 1995년 4월 28일               | 1997년 12월 1일   |                                                                  |
| 그리스        | 131,990    | 10,445,365         | 1992년 11월 6일               | 2000년 3월 26일   |                                                                  |
| 덴마크        | 43,094     | 5,854,240          | 1996년 12월 19일              | 2001년 3월 25일   | 그린란드4, 페로 제도4                                            |
| 핀란드        | 338,145    | 5,535,992          | 1996년 12월 19일              | 2001년 3월 25일   |                                                                  |
| 아이슬란드1   | 103,000    | 370,335            | 1996년 12월 19일              | 2001년 3월 25일   |                                                                  |
| 노르웨이1     | 385,155    | 5,403,021          | 1996년 12월 19일              | 2001년 3월 25일   | 스발바르 제도5                                                   |
| 스웨덴        | 449,964    | 10,467,097         | 1996년 12월 19일              | 2001년 3월 25일   |                                                                  |
| 체코          | 78,866     | 10,510,751         | 2004년 5월 1일                | 2007년 12월 21일2 |                                                                  |
| 에스토니아    | 45,338     | 1,328,701          | 2004년 5월 1일                | 2007년 12월 21일2 |                                                                  |
| 헝가리        | 93,030     | 9,709,786          | 2004년 5월 1일                | 2007년 12월 21일2 |                                                                  |
| 라트비아      | 64,589     | 1,873,919          | 2004년 5월 1일                | 2007년 12월 21일2 |                                                                  |
| 리투아니아    | 65,300     | 2,786,651          | 2004년 5월 1일                | 2007년 12월 21일2 |                                                                  |
| 몰타          | 316        | 526,748            | 2004년 5월 1일                | 2007년 12월 21일2 |                                                                  |
| 폴란드        | 312,683    | 38,307,726         | 2004년 5월 1일                | 2007년 12월 21일2 |                                                                  |
| 슬로바키아    | 49,037     | 5,447,622          | 2004년 5월 1일                | 2007년 12월 21일2 |                                                                  |
| 슬로베니아    | 20,273     | 2,119,410          | 2004년 5월 1일                | 2007년 12월 21일2 |                                                                  |
| 스위스1       | 41,285     | 8,691,406          | 2004년 10월 26일              | 2008년 12월 12일6 |                                                                  |
| 리히텐슈타인1 | 160        | 39,039             | 2008년 2월 28일               | 2011년 12월 19일  |                                                                  |
| 크로아티아    | 56,594     | 4,060,135          | 2011년 12월 9일               | 2023년 1월 1일7   |                                                                  |
| 불가리아      | 110,912    | 7,576,751          | 2007년 1월 1일                | 2024년 3월 31일8  |                                                                  |
| 루마니아      | 238,391    | 21,466,174         | 2007년 1월 1일                | 2024년 3월 31일8  |                                                                  |

1 유럽 연합에 가입하지 않았지만 솅겐 조약과 관련된 경우에는 유럽 연합과 연계하여 활동한다.

2 육상의 경계 및 항구를 대상으로 한다. 공항에 대해서는 2008년 3월 30일부터 대상이다.

3 1990년 10월 3일에 일어난 동서독 통일에 따라 동독이 서독에 편입되면서 옛 동독 영토도 솅겐 지역에 편입되었다. 그 이전까지 동독은 솅겐 협정의 대상 밖에 있었다.

4 그린란드와 페로 제도는 사증을 필요로 하지 않는 여행자는 간접적으로 솅겐 지역에 포함된다. 덴마크 이외의 솅겐 지역 가입국이 발행한 솅겐 사증의 경우에는 그린란드, 페로 제도에 들어갈 수 없다. 또한 덴마크에서 발행한 사증에서도 특례가 인정되어 있는 경우, 사증에 "페로 제도에서 유효", "그린란드에서 유효"라고 명시되어 있는 경우, 이를 보충하는 설명이 있는 경우가 아니라면 이들 영역에 들어오지 못한다.

5 다만 얀마옌섬은 솅겐 지역에 포함된다.

6 육상의 경계 및 항구를 대상으로 한다. 공항에 대해서는 2009년 3월 29일부터 대상이다.

7 육상의 경계 및 항구를 대상으로 한다. 공항에 대해서는 2023년 3월 26일부터 대상이다.

8 하늘과 바다를 대상으로 한다. 육로에 대해서는 2025년 1월 1일부터 대상이다.

### 확장
1985년 6월 14일 유럽 경제 공동체에 가입한 베네룩스(벨기에, 네덜란드, 룩셈부르크), 서독, 프랑스 5개국은 제1차 솅겐 협정에 서명했다. 이 협정을 시행하기 위한 제2차 솅겐 협정은 1990년 6월 19일에 서명했다.
그렇지만 솅겐 협정이 실제로 시행된 날은 1995년 3월 26일이었다. 이때까지 포르투갈, 스페인이 협정에 서명했고 동서독 통일로 인해 동독이 서독에 편입되었다. 이탈리아와 그리스는 협정에 서명했지만 이탈리아는 1997년에, 그리스는 2000년에 시행되었다. 이들 이외의 나라에서도 솅겐 협정은 늦게 시행되었다. 오스트리아는 1995년에 서명했고 1997년에 시행했다. 북유럽 국가들은 1996년에 서명했으며 2001년에 시행했다. 북유럽 국가들은 공동체와는 별도로 독자적인 여권 동맹을 형성했다.
2007년에는 2004년에 유럽 연합에 가입한 체코, 에스토니아, 헝가리, 라트비아, 리투아니아, 몰타, 폴란드, 슬로바키아, 슬로베니아가 솅겐 지역에 편입되었다. 또한 2008년 12월 12일에는 스위스가 솅겐 지역에 편입되었다. 리히텐슈타인은 솅겐 지역에 편입되기 이전까지 스위스에 한해서 국경을 개방했지만 2011년 12월 19일을 기해 솅겐 지역에 공식 편입되었다.
키프로스는 2004년 유럽 연합에 가입하여 솅겐 협정에 서명하고 있지만, 키프로스 분쟁으로 인해 시행 시기는 적어도 2010년 이후로 연기되었다. 키프로스는 "솅겐 협정에 의한 엄격하고 완전한 국경 관리는 터키계 키프로스인의 일상 기반에 큰 어려움을 초래할 것"이라고 명시했기 때문에 키프로스 분쟁이 해결될 때까지 솅겐 협정 시행이 가능한지 여부가 불투명한 상황이다. 또 영국군 기지인 아크로티리 데켈리아는 유럽 연합의 영역 밖에 있기 때문에 "이외의 대응이나 제도"가 필요한 상황이다.
크로아티아는 2011년 12월 9일에 솅겐 조약에 서명했으나 솅겐 조약 적용에 관한 기준을 충족하지 않은 상태였기 때문에 한동안 솅겐 지역에서 제외되었다. 그러다가 2019년 10월 22일에 유럽 연합 집행위원회로부터 솅겐 지역 가입 예비 절차를 충족한다는 결정을 내렸다. 유럽 연합 집행위원회는 2022년 12월 8일에 크로아티아의 솅겐 지역 합류에 관한 안건을 만장일치로 승인했다.
| 나라     | 면적 (km2) | 인구    | 서명일 또는 적용 대상이 된 날 | 시행 예정일                        |
| -------- | ---------- | ------- | ----------------------------- | ---------------------------------- |
| 키프로스 | 9,251      | 801,851 | 2004년 5월 1일                | 키프로스 분쟁 상황에 따라 유동적임 |

### 솅겐 지역에서 입국 심사가 없는 국가
다음과 같은 나라들은 솅겐 지역에는 정식으로 가담하지 않고, 솅겐 비자를 발행할 수 없지만 입국 심사가 없고 모든 국경이 솅겐 지역과 접하고 있어 사실상 솅겐 지역의 연장선상에 있다.
| 나라        | 상황            | 시작 시기        | 비고 |
| ----------- | --------------- | ---------------- | --- |
| 모나코      | 회원국과 동등함 | 1995년 3월 26일  | 모나코는 유일한 이웃 나라인 프랑스와의 국경을 개방하고 있다. 솅겐 관련 법령에서는 모나코를 프랑스 영토의 일부분처럼 다루며, 모나코의 항만의 출입국 관리는 프랑스 당국이 실시하고 있다. 모나코로 가는 육로에는 의례적으로 경비원이 배치되어 있는데 입국자를 중간에 멈추는 일은 실시하지 않았다. |
| 산마리노    | 사실상의 가맹국 | 1997년 10월 26일 | 산마리노는 유일한 이웃 나라인 이탈리아와의 국경을 개방하고 있다. 다만 총기병대, 시민 경찰, 성채 수비대의 임의적인 검사가 실시되는 경우가 있다. |
| 바티칸 시국 | 사실상의 가맹국 | 1997년 10월 26일 | 바티칸 시국은 유일한 이웃 나라인 이탈리아와의 국경을 개방하고 있다. 바티칸 시국은 솅겐 정보 시스템에 의한 정보 공유 등의 밀접한 협력에 관심을 갖고 있다. |

### 아일랜드와 영국의 상황
| 나라                  | 면적 (km2) | 서명일 또는 적용 대상이 된 날 | 시행일           | 비고 |
| --------------------- | ---------- | ----------------------------- | ---------------- | --- |
| 영국 ( 지브롤터 포함) | 244,820    | 1999년 5월 20일               | 2004년 12월 22일 | 왕실령과 해외 영토는 유럽 연합의 영역 밖이며 또 영국에는 적용되는 솅겐 아키의 대상에서 제외되어 있다. 다만 주권 기지 영역은 사실상 솅겐 지역에 포함된다. |
| 아일랜드              | 70,273     | 2002년 2월 28일               | 시행되지 않음    | |

영국은 2004년 확장 이전부터 2020년에 유럽 연합에서 정식 탈퇴할 때까지 1990년 제2차 솅겐 협정에 서명하지 않았다. 영국과 아일랜드 양국은 상호 국경을 개방하는 공통 여행 구역을 적용하고 있다. 공통 여행 구역은 영국과 아일랜드가 섬나라라는 점에 맞춰 시행되었다. "광범위하고 통과하기 쉬운 육상의 국경"을 가진 유럽 국가보다 입국 관리를 실시하기 쉬웠기 때문에 영국은 일찍부터 솅겐 지역 편입을 거부했다. 이에 대해서 아일랜드는 솅겐 협정에 서명하지 않았지만 솅겐 지역 진입에 긍정적인 태도를 보이고 있다. 그러나 공통 여행 구역과 북아일랜드 간의 경계의 개방을 계속하기 위해서 솅겐 지역 편입은 이뤄지지 않았다.
솅겐 협정은 암스테르담 조약을 통해 유럽 연합의 조약에 편입되었지만 아일랜드와 영국은 솅겐 협정 관련 규정의 적용 대상에서 제외되어 있다. 이 의정서에서 양국은 개별 사례에서 솅겐 협정에 참여 또는 적용을 받을 권리가 주어지고 있지만 실제에 관여하는 데 있어서는 기존의 솅겐 조약 가맹국의 재량에 맡기고 있다.
1999년 영국은 솅겐 아키의 경찰·사법 공조와 관련된 규정에 동참할 것을 인정하도록 정식으로 요구했고, 2000년 5월 29일에 유럽 연합 이사회는 이에 동의하는 결정을 내렸다. 2004년 이사회 결정에 따라 영국은 2005년 1월 1일을 기해 이 분야에 정식으로 참여하게 되었다. 또한 영국 귀족원 산하 기구인 유럽의 공동체 특별 위원회는 1999년 보고서에서 "영국의 솅겐 조약 전면 참여"를 권고했다.

## 국경 관리에 관한 규정

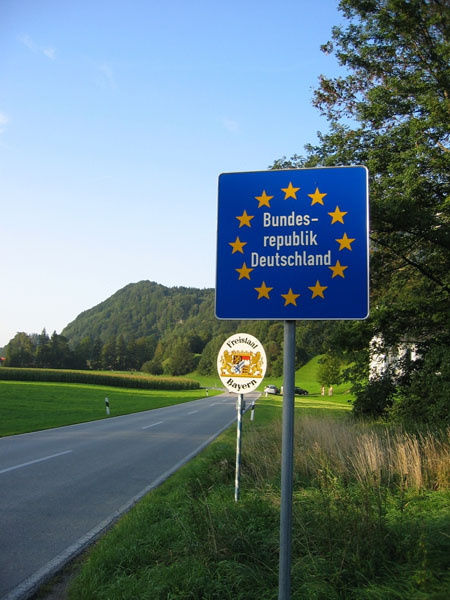
일반적으로 솅겐 지역 안에 설치된 국경 부근에는 검문소를 설치하지 않고 표지판만 설치한다. 사진 속에 등장하는 큰 표지판은 독일을 알리는 표지판, 작은 표지판은 바이에른주를 알리는 표지판이다.

### 역내의 국경 검사 없이 비행
솅겐 조약이 시행되기 이전은 서유럽 국가들의 대부분의 국경에서 경비가 이루어지고 또 유럽 대륙 각지에 국경 검문소가 설치되어 국경을 넘어 이동하려는 사람의 개인 인증 및 자격 여부가 확인됐다. 비자 발급이 필요한지도 다르고 또 어떤 유럽 국가들에 입국하기 위한 사증을 취득하더라도 이와는 별개의 사증을 취득하지 않으면 다른 유럽 국가들에 입국 할 수 없었다.
솅겐 관련 규정이 시행되면서, 솅겐 참가국 간의 국경 검문소가 폐쇄, 일부는 완전히 철거됐다. 솅겐 조약 회원국 출입국법은 솅겐 조약 회원국에 대해서 솅겐 지역 내의 국경에서의 자유로운 항행의 방해가 될 것을 모두 제거하는 것을 요구하고 있다. 이 때문에 도로, 철도, 항공을 이용하고 월경하는 사람은 개인 증명 확인을 받을 필요가 없어진 것이다. 솅겐 조약 회원국을 방문하려는 개인에 대해서는 지역 내를 자유롭게 이동할 수 있는 "솅겐 비자"가 발행된다.

### 솅겐 지역 외부의 경계 관리에 관한 규칙

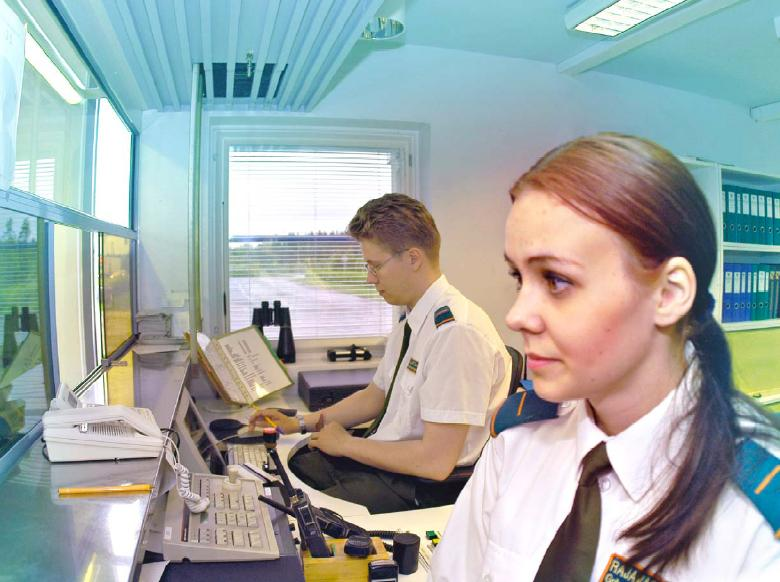
핀란드에 있는 솅겐 지역 외부의 경계 지점의 입국 검사소

솅겐 조약 관련 규정에서는, 솅겐 지역 안으로 진입하거나 밖으로 나오는 영역에 거주하는 개인에 대해서 엄격한 검사를 실시하도록 했다. 이들 검사는 유럽 연합의 유럽 대외 국경 관리 협력 기관이 통일된 규칙에 따라서 실시하고 있다. 국경 검사, 감시, 솅겐 지역에 출입 허가에 대한 요건 같은 것의 상세는 "솅겐 조약 회원국 출입국 규정"으로 불리는 유럽 연합의 규칙에서 정하고 있다. 솅겐 지역과 비솅겐 지역 간의 경계를 넘는 개인 전원에 대한 최소한의 신분 확인을 받아야 한다. 또한 솅겐 지역에 진입할 자격이 있는지에 대해서도 확인을 받을 필요가 있다. 출국 관리에서는 특히 솅겐 지역으로 출역하는 개인이 처음에 들어간 곳에서 솅겐 지역으로 진입한다. 자격이 있었는지, 그 개인이 허용 기간을 넘어 체류했는지 여부가 판단하고 솅겐 정보 시스템이나 각국의 데이터 파일에 등록된 인물이나 물건에 대한 주의 사항, 예를 들어 솅겐 지역 가입국에서 체포 영장이 발부되고 있는지 여부를 조회한다
솅겐 지역 밖과의 국경 검사소는 경계를 가로지르는 도로, 공항, 항구에 설치되었으며 열차, 차량 안에서도 검사를 실시한다. 세우타를 제외하면 역외의 경계에 울타리가 설치되어 있는 경우는 별로 없다. 다만 슬로바키아와 우크라이나의 국경 등 일부 관리 강화 지점에는 감시 카메라와 적외선 장치 등이 배치되고 있다. 또한 솅겐 지역 남부에서는 연안 경비에 의해서 민간 선박이 허가 없이 침입하지 않도록 상시 경계하고 있다.
솅겐 관련 규정으로는 솅겐 지역 밖에서 온 모든 여객 사업자에게 승차·탑승 전에 승객이 출입하는 과정에 필요한 여행증명서 및 사증을 소지하고 있는지 여부를 확인하는 것을 요구하고 있다. 이는 솅겐 지역 안에 진입한 뒤에 여권 검사소에서 망명을 신청하는 것을 피하기 위한 조치이다.

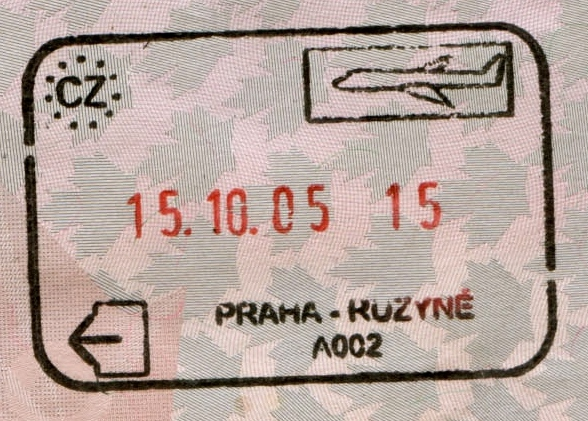
항공용 출역 스탬프 (체코 프라하 바츨라프 하벨 국제공항에서 발행)
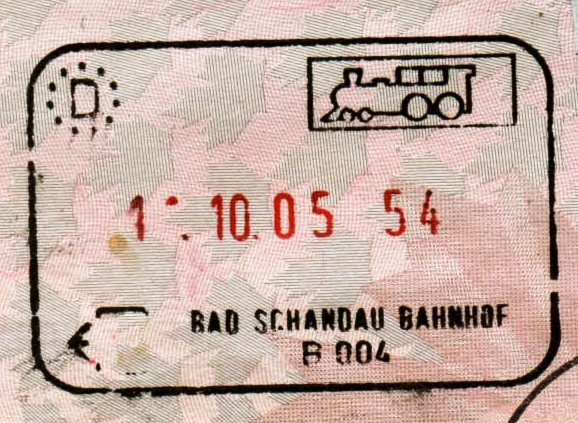
철도용 출역 스탬프 (독일 바트샨다우 역에서 발행)
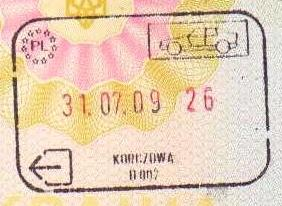
자동차용 출역 스탬프 (폴란드 코르초바에서 발행)
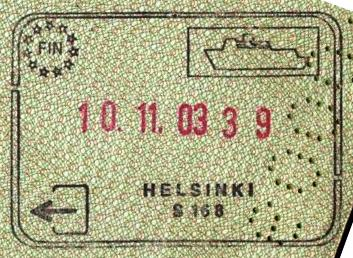
선박용 출역 스탬프 (핀란드 헬싱키 항에서 발행)

### 제3국의 국민이 솅겐 지역에 들어가기 요건
솅겐 관련 규정은 회원국의 영역에 90일을 넘기지 않는 단기 체류용으로 발행되는 사증의 종류에 대해서 통일된 규정이 마련되어 있다. 이 규정에는 솅겐 지역으로 진입하기 위한 요건, 진입 거부를 위한 규정이 있다.
솅겐 협정 회원국 출입국 관련 법률은 다른 나라 국민이 솅겐 지역에 들어가는 것에 대해서 다음과 같은 조건을 정하고 있다.
- 유효한 도항 문서 또는 해당 국민에게 월경을 허용하는 문서를 소지하고 있는 것(그 도항 문서의 허용 여부는 회원국 재량에 속한다.)[21]
- (필요한 경우) 유효한 사증 또는 유효한 거주 허가증을 소지하고 있는 것
- 예정되어 있는 체류 목적 및 사정을 정당하게 밝히는 한편 예정 기간의 체류를 위한 수단과 출신 국가에의 귀국, 또는 여행자가 출국을 인정받고 있는지 그러한 수단을 합법적으로 얻을 수 있는 제3국 통과를 위한 충분한 수단을 가진 것
- 솅겐 정보 시스템에서 접근 거부와 관련된 경계 정보의 대상이 되지 않음
- 하나의 솅겐 협정 회원국의 통상 지역의 치안, 위생, 국제 관계에 대한 위협으로 간주되지 않은 것

이들을 다시 말하면 솅겐 사증을 소지하고 있는 것만으로는 솅겐 지역에 진입할 권리가 부여되는 것은 안 되는 것이다. 솅겐 지역으로 진입할 권리를 얻으려면 체류 목적과 사연, 그 기간 중에서의 체류를 위한 수단이라는 유럽 연합의 법령에 규정된 사증의 취득 이외의 조건을 충족해야 한다.
유효한 솅겐 사증을 소지하고 솅겐 지역 내에 머물고 있는 제3국의 국민은 키프로스의 사증 없이 같은 나라에 도항하는 것이 인정되었고, 또 솅겐 사증의 나머지의 유효 기간 안에 같은 나라에 체류할 수 있다.

### 체류권
진입이 인정 받고 있는 제3국의 국민은 솅겐 지역 내에 머물면서 솅겐 지역으로 진입할 조건이 충족되고 있는 한 솅겐 지역의 나라를 이동할 수 있다. 3개월 이상의 체류에 대해서는 각국의 사증(타입 D)이 해당 솅겐 조약 회원국에 의해서 발행한다. 솅겐 조약 회원국으로부터 3개월 이상의 거주에 대해서 허가를 받은 다른 나라 국민은 3개월을 상한선으로 정하고 있으며 다른 솅겐 가입국에 체류하는 것이 인정되고 있다.

### 솅겐 사증

솅겐 지역
솅겐 가입국과 같은 사증 규정을 적용한 솅겐 지역 이외의 유럽 연합 회원국, 유럽 연합 회원국과 솅겐 가입국의 해외 영토
솅겐 지역에 처음으로 진입한 날부터 6개월 안에 최대 90일까지 사증 면제 조치가 적용되는 국가·지역(EC 539/2001 Annex II)
다만 일부 국가는 특정 조건 하에서 90일 이상의 사증 면제가 적용된다.
솅겐 지역 지역에 들어갈 때에 사증을 필요로 하는 나라·지역(EC 539/2001 Annex I)
솅겐 지역을 경유·통과하기 위해서 사증을 필요로 하는 나라·지역(EC 810/2009 Annex IV)

솅겐 지역 내에서의 취업 또는 개인 활동을 수반하지 않는 단기 체류를 위한 사증 요건은 유럽 연합의 규칙에서 정하고 있다. 단기 체류에 사증을 요하는 국민의 명단(부속서 1리스트)과 사증이 면제되는 국민의 명단(부속서 2목록)에서는 대상이 되는 제3국의 국적을 열거하고 있으며 소지할 여권이나 여행증명서는 열거하지 않고 있다(단 홍콩과 마카오에서 발행된 여권, 난민 여행 증명서에 대해서는 별도의 언급이 있다). 취업 또는 개인 활동을 예정하고 있는 제3국의 국민에 대해서는 솅겐 비자 면제 대상이 되면 회원국에서 사증을 받지만 통상의 출장 여행은 취업 활동로는 간주되지 않는 것이 일반적이다. 또 회원국은 자국의 영역에 출입하거나 체류하는 것에 관해서 추가적으로 사증 발행을 필요로 하는 것이 가능하거나 또는 외교, 공용, 기타 특별한 여권을 소지하고 있는 인물에 대해서는 추가로 면제할 수 있다.
솅겐 통일 사증은 2012년 현재 스티커에서 카드 형식으로 옮겼으며, 솅겐 지역에 진입하는 시점에 출입할 수 있는 요건을 충족하고 있으면 회원국에서 여권, 여행증명서와 그 외의 월경을 인정하는 내용의 유효한 문서에 부여된다.
솅겐 사증에 다음의 타입이 있다. 또한 2010년 4월 5일에 사증에 관한 새 규칙이 시행되며 타입 B와 타입 D+C 발급은 폐지되었다.
- 타입 A - 공항에서의 환승용 사증. 일부의 국적의 여행자는 국제선 2개 노선을 중계 또는 환승을 하다가 공항 국제선 환승 지역을 통행하기 위해서 발급이 필요하다.
- 타입 C - 단기 체류용 사증. 이주 이외의 이유로 발행된다. 소지자는 처음으로 들어간 날부터 6개월 안에 체류일수가 90일을 넘지 않는 범위 안에서 1회 이상 체류가 인정된다.
- 타입 D - 회원국 자체의 사증. 카드 형식의 통일 양식을 사용하되 회원국 각각의 법령으로 정하는 조건으로 발행되는 것이다. 이 사증에서도 타입 C처럼 소지자는 입국일로부터 6개월 간 체류 일수가 90일을 넘지 않는 범위 안에서 발행 국가 및 다른 솅겐 지역의 체류가 인정된다. 2010년 4월 5일 이전까지는 다른 솅겐 조약 회원국에 도항하려면 목적국에 도착해서 거주 증명서를 취득했는지, 또는 사증 유형 C+D를 발급해야 했다.
- FTD 및 FRTD - 러시아 본토와 칼리닌그라드주 간의 이동에서 솅겐 지역을 통과할 때 발행되는 특별한 사증. FTD는 도로용 사증, FRTD는 철도용 사증이다.

솅겐 사증을 발급하려면 여행자는 다음 절차를 거쳐야 한다.
- 도항자는 우선 솅겐 지역의 어느 나라를 주된 목적지로 할 지를 정해야 한다. 이로써 솅겐 사증 신청에 대해서 관할하는 나라와 신청서의 제출처가 되는 대사관 또는 영사관이 결정된다. 주된 목적지를 결정하지 못할 경우 방문자는 솅겐 지역에 처음 진입하는 나라의 대사관 또는 영사관에서 사증 신청을 제출해야 한다.[26] 또한 주된 목적지 또는 처음으로 진입한 솅겐 협정 회원국이 도항자의 국내에 외교 공관 및 영사관을 설치하지 않은 경우 여행자는 그 국내의 다른 솅겐 협정 회원국의 대사관 또는 영사관에 문의해야 한다.
- 도항자는 관할 대사관 또는 영사관에 솅겐 사증 신청 서류를 제출해야 한다. 통일된 서식에 필요 사항을 기입하고 유효한 여권으로 필요하다면 솅겐 지역에 체류하는 목적이나 사정을 알리는 내용의 문서를 추가로 제출한다. 또 여행자는 기간 체류 비용과 귀국 경비 등 경제적 능력이 있다는 것을 보여야 한다. 또 대사관 영사관 중에는 비자 신청 이유를 여행자 본인이 구두로 설명하도록 요구하는 것이 있다.
- 도항자는 응급 치료와 건강 상의 이유로 귀국에 드는 비용을 조달하는 최소 보상액이 30,000유로인 여행자보험에 가입해야 한다. 여행자보험 가입 증명서는 원칙적으로 사증 신청 절차가 완료할 때까지 발부 받아야 한다.

유럽 경제 지역 참가국 시민의 가족에 대해서는 상기의 절차는 다르다. 취업에 대한 사정이나 체류 중인 경제적 능력을 증명할 필요는 없다. 또한 사증 발행에 있어서 비용이 들지 않는다.

### 거주 증명서를 소지하는 개인 내에서의 이동
솅겐 협정 회원국이 발행된 거주 증명서를 소지한 제3국의 국민은 최대 3개월까지 다른 솅겐 협정 회원국 입국과 체류가 허용되고 있다. 보다 장기에 체류하기 위해서는 체류를 예정한 솅겐 조약 회원국의 거주 증명서가 필요하다. 솅겐 조약 회원국에 장기 체류하는 제3국의 국민은 특정 조건에서 다른 솅겐 협정 회원국에 거주할 권리를 보유하고 있다.

### 지역에서 이동과 거주 카드
추가적인 사증의 발급을 받지 않고 솅겐 지역으로 진입한다. 이러한 권리는 유럽 경제 지역 참가국 국민의 가족이고, 유럽 경제 지역 참가국의 국적을 가지고 있지 않는 거주 카드를 소지하고 있는 사람에 대해서도 주어지고 다른 유럽 경제 지역 참가국에서 최장 90일간의 단기 체류가 허용되고 있다. 이는 자유로운 이동과 거주에 관한 EU의 지령의 제5조 제2항에서 규정된 것으로, 이 규칙 제6조 제2항은 해당하는 개인이 유럽 경제 지역 참가국 국민과 함께 이동한다는 것도 인정하고 있다. 그러나 회원국 중에는 이 지령에 따르지 않는 나라가 있다., 솅겐 조약에 가입하지 않은 유럽 연합 회원국에 사는 가족이 유럽 경제 지역 참가국의 국적을 가지고 있고 자신은 그 국적을 가지지 않은 개인이 거주 카드만을 소지하고 특정의 솅겐 협정 회원국에 도항하면서 여객선 사업자에서 승선을 거부되거나 국경 경비대로부터 입국을 거부당하거나 하는 등 불편을 겪고 있다. 또 이와 같이, 솅겐 조약에 가입하지 않은 유럽 연합 회원국이 추가적인 사증을 소지하지 않은 솅겐 거주 카드를 갖고 있는 개인의 입국을 거부한다는 것이 있다.

### 솅겐 지역 이외의 현지의 국경 교통
솅겐 협정에 가입하지 않은 나라와 경계를 접한 솅겐 조약 회원국은 유럽 연합의 규칙에 의해서, 인접하는 제3국과 사이에서 로컬 국경 교통을 인정하는 양국 간 합의를 체결 또는 유지하는 것이 인정되고 있다. 이 규칙은 그런 양국 간 합의가 충족해야 하는 조건을 정하고 있으며, 해당 제도에서 로컬 국경 교통 허가증을 도입하는 규정을 정하지 않으면 안 된다. 허가증에는 소지자의 이름과 얼굴 사진이 게재되지 않으면 안 되는 외에 소지자가 국경 지대 밖으로 나오는 것을 인정하지 않고 위반한 경우 처벌이 부과된다는 점을 기술해야 한다. 여기서 말하는 국경 지대라는 솅겐 지역 이외의 경계에서 30km 이내의 행정 구역을 포함하는 것이다.
솅겐 정보 시스템에서 진입 거부 경계 정보가 등록되지 않고 특정 회원국의 통상, 치안, 위생, 국제 관계에 대한 위협이 되지 않는다고 판단면 허가증 소지자는 솅겐 지역과의 경계를 넘는 것이 인정된다. 월경에 맞아 추가적인 개인 증명 문서가 필요한지, 허가증 소지자가 국경 지대에 얼마만큼의 기간을 체류할 수 있느냐는 점에 대해서는 당사국 간으로 규정되지만 체류 기간에 대해서는 3개월을 넘는 것은 인정되지 않는다. 허가증의 서식은 다른 나라 국민에 대해서 발행되는 거주 허가증의 통일 방식에 따라야 한다. 또 허가증 유효 기간은 1년에서 5년까지로 한다.
허가증은 솅겐 조약 회원국에 인접하는 나라의 국경 지대에 적법하게 거주하는 개인에 대해서 당사국 간 정해진 기간, 통상은 1년 이상에 대해서 발행된다. 허가증 신청자는 로컬 국경 교통 제도 하에서 자주 월경하는 합리적인 이유를 보여야 하며, 또한 앞에서 언급한 솅겐 지역 입역 조건을 충족해야 한다. 솅겐 협정 회원국이 발행한 허가증의 기록을 보관하고 다른 회원국 발행 정보를 공개해야 한다.
솅겐 협정 회원국이 인접한 회원국 사이에서 협정을 체결할 때에는 미리 유럽 연합 집행위원회에서 협정안의 타당성에 대해서 승인을 받아야 한다. 협정 체결 시에는 솅겐 조약 비회원국들이 솅겐 협정 회원의 당사국에 최소한 상호적인 권리를 인정하고 또한 솅겐 조약 비회원국 출신인 불법체류자의 귀환이 확보되어야 한다.

### 크로아티아에 대한 특별 조치
크로아티아의 시민에 대해서는 예외적인 조치가 채용되고 있다. 크로아티아와 인접한 유럽 연합 회원국인 이탈리아, 헝가리, 슬로베니아와 솅겐 조약 이전에 체결된 양국 간의 합의에 의하여, 크로아티아의 시민은 ID 카드만에서의 월경이 인정되고 있다. 국경 부근의 주민은 월경해서 출퇴근하거나 상대방 국가에 토지를 소유하는 등 하루에 국경을 넘는 경우가 많은데, 특히 슬로베니아와 국경을 넘는 경우가 많다. 이는 크로아티아와 슬로베니아가 합스부르크 군주국이나 유고슬라비아의 일부인 것에서 몇 세기에 걸쳐서 국경 표지판이 아닌 데 따른 것이다. 크로아티아는 2012년경 유럽 연합에 가입할 전망되고 있어 월경에 대해서 유럽 연합 집행위원회의 동의 아래 잠정 조치가 채용되고 있다. 즉, 모두 크로아티아의 시민은 ID 카드와 출국 검사장에서 크로아티아 경찰이 발행한 증명 카드를 소지하고 있으면, 솅겐 지역과의 경계를 넘어 헝가리, 이탈리아, 슬로베니아에 출국하는 것이 인정되고 있다. 헝가리, 이탈리아, 슬로베니아의 경찰 당국은 출입국 시에 그 카드에 스탬프를 찍으며 크로아티아의 시민은 헝가리, 이탈리아, 슬로베니아와 간의 도항은 인정되고 있지만, 다른 솅겐 협정 회원국에 입국할 때에는 유효한 여권을 소지하고 있어야 한다. 이 조치는 크로아티아가 유럽 연합에 가입하면서 폐지되었다. 이에 따라 크로아티아의 시민은 ID카드 소지만 해도 모든 솅겐 협정 회원국에 입국할 권리를 인정받게 된다.

### 서발칸 국가
2009년 11월 30일 유럽 연합의 사법·내무 이사회는 마케도니아 공화국, 몬테네그로, 세르비아의 시민에게 사증 발급 조건을 폐지하기로 결정했다. 이 조치는 그 해 12월 19일부터 시행되고 있으며 2010년 말까지는 알바니아, 보스니아 헤르체고비나의 시민에 대해서도 똑같은 조치가 실시될 전망이다.
코소보 여권을 소지하고 있는 코소보의 시민, 세르비아의 전자 여권을 소지하고 있는 코소보에 거주하는 사람은 유럽 연합 방문에 비자가 필요하다. 세르비아는 이 프로세스를 담당하는 조정국을 창설했지만, 코소보에 대한 비자 자유화에 대해서는 조기에 발표, 협의할 것으로 전망되고 있다.
2008년 전반에는 유럽 연합과 크로아티아 및 코소보를 제외한 서발칸 국가들 사이의 비자 면제 협상이 개시되었으며 알바니아, 보스니아 헤르체고비나와의 협의가 진행되었다. 알바니아, 보스니아 헤르체고비나, 마케도니아 공화국, 몬테네그로, 세르비아의 서발칸 국가들은 2008년 솅겐 조약 가맹국 간에 사증 간소화에 대해서 합의하고 이들 국가의 시민은 솅겐 비자의 타입 C유형, D유형, C+D의 발급을 필요로 하는 다른 나라의 국민과 비교해서 발행에 걸리는 시간이 단축되고 또 그 비용이 무료 또는 감액된다.

## 경찰 협력에 관한 규정
솅겐 관련 규정으로는 솅겐 정보 시스템을 통해서 사람, 분실 또는 도난된 문서와 차량 등의 정보를 공유하도록 규정되어 있다. 이 규정은 솅겐 가입국 간에 이동하는 것만으로 문제가 될 인물이 사라지는 일이 없도록 하기 위한 것이다.

### 집행 공조
제2차 솅겐 협정 제39조에 따르면, 솅겐 조약 가맹국은 범죄의 방지와 발견의 과정에서 관련 국내 법에 따른 적절한 권한의 범위에서 각국의 경찰에 의한 집행을 서로 인정할 필요가 있다. 각국의 경찰 당국은 중앙 기관을 통해서, 또는 긴급 상황시에는 직접적으로 협력하게 된다. 솅겐 관련 규정에서는 회원국의 관할 부처에 국경 지역에서의 협력 체제를 정하는 권한을 부여하고 있다.

### 월경 감시
제2차 솅겐 협정 제40조는 감시 대상이 되고 있는 인물이 국가 간에 반환한 범죄 행위에 가담했다는 혐의가 있는 경우에는 경찰은 국경을 넘어 감시를 계속하는 것이 인정되고 있다. 이러한 월경 감시에는 혐의가 제2차 솅겐 협정 제40조 제7항에 있는 강력한 경우나 감시 계속에 긴급성이 있는 경우를 제외하고 상대국의 사전 승낙이 필요하다. 이때 후자의 경우에 대해서는 당사국은 상대국의 당국에 그 나라의 영내에서의 감시가 끝날 때까지 계속 감시를 전달 가능한 한 신속하게 승낙을 요구해야 하고 또 그 상대국이 요구한 경우나 승낙을 거부할 경우, 당사국은 5시간 이내에 계속 감시를 종료해야 한다. 당사국의 경찰관은 무기 소지가 허용되고 있으나 상대국의 법령에 구속되고 경찰관임을 나타내는 신분증을 휴대해야 한다. 또 당사국의 경찰관은 감시 대상이 되고 있는 인물을 정지시키거나 체포할 인정되지 않으며, 또 활동 종료 후에는 상대국에 대하여 보고해야 한다. 한편 상대국은 당사국에 의한 활동에 이어 수사와 사법 절차에 협력할 의무가 있다.

### 긴급 월경 추적
제2차 솅겐 협정 제41조는 한 솅겐 협정 회원국의 경찰관이 추적하는 때 다른 솅겐 조약 참가국에 입국할 때까지 그 상대국 경찰에 통보할 수 없는 경우나 그 해당국에 추적의 인수가 늦지 않은 경우에 있어서는 월경해서 추적하는 것이 인정되고 있다. 솅겐 협정 회원국은 자국 내에서 긴급 월경 추적에 대해서 시간적, 지리적 범위를 제한할 지, 또 이웃 나라에 대한 자국에서 체포를 인정할지를 정할 수 있다. 다만 상대국은 추적 대상이 되는 인물을 추적하는 나라에서 요구할 경우 그 인물의 동일성을 확립하거나 체포하기 위해서 그 인물의 신병을 구속할 의무를 지고 있다. 긴급 월경 추적의 권리는 육상의 국경에 대해서만 한정되어 있다. 추적하는 경찰관은 제복을 착용해야 하며, 승용한 차량이 경찰의 것임을 분명히 해야 한다. 이러한 경찰관은 무기 소지도 인정되고 있지만, 그 사용 목적은 자기 방어에 국한된다. 긴급 월경 추적을 실시한 경우에는 당사국은 그 경과를 상대국에 보고해야 한다.

### 의무와 권리
제2차 솅겐 협정 제42조로 근무 중에 다른 솅겐 협정 회원국에서 범죄 피해자가 된 한 나라의 경찰관은 그 상대 국가의 경찰관과 동등한 보상을 받을 권리를 가지고 있다. 이 제43조는 한 나라의 경찰관이 다른 솅겐 조약 가맹국 내에서 불법 행위로 손해를 일으켰을 경우에는 그 경찰관의 소속 국가가 책임을 진다.

### 연락원
제2차 솅겐 협정 제47조는 다른 솅겐 협정 회원국에서 연락원의 상시 배치를 규정하고 있다.

### 양국간 조치
인접한 솅겐 조약 가맹국에서는 국경 지대에서 경찰 협력에 관한 양국간 조치를 정하고 있으며, 이런 것은 제2차 솅겐 협정 제39조 제5항에서 인 받고 있다. 이러한 협력에는 경찰 무선 주파수대, 경찰 관제부 국경 지대에서 추적 부대의 공유 등이 있다. 여기에 몇몇 솅겐 조약 가맹국의 경찰 관련 법률들은 다른 유럽 연합 회원국의 경찰관에 임시적인 경찰 권한 부여를 인정하고 있는 곳도 있다.

### 프륌 조약과 관련 규정
2005년 5월 27일 독일, 스페인, 프랑스, 룩셈부르크, 네덜란드, 오스트리아, 벨기에는 독일 프륌에서 합의문에 서명했다. 이 합의는 2004년 3월 11일 스페인에서 일어난 2004년 마드리드 열차 폭탄 테러를 계기로 논의가 시작된 가용성의 원칙에 따른 것이지만, 이에 따라 회원국들 사이에서 문제 인물의 DNA, 지문이나 자동차 등록 정보에 관한 모든 데이터의 교환, 테러리즘에 대한 협력이 가능하게 했다.
프륌 조약은 솅겐 지역 내에서 운항하는 항공편에 무장한 항공 경찰관의 탑승과 경찰의 공동 순찰 경찰 부대에 의한 매우 중요한 위험 회피를 목적으로 하는 타국의 영역으로 진입에 대해서도 규정하고 있다. 또 어떤 나라에서의 행동 책임자인 경찰관은 원칙적으로 그 행동에 참가하는 다른 나라 경찰 부대가 무기의 사용 범위 및 권한 행사를 규정할 지를 결정할 수 있다. 프륌 조약으로 불리는 이 문서는 "제3차 솅겐 협정"이라고도 불린다.
2008년 6월 유럽 연합 이사회가 유럽 연합의 세 개의 기둥 가운데 하나인 조약의 일부 규정을 유럽 연합 회원국을 대상으로 하는 유럽 연합의 법령으로 편입시켰다. 유럽 연합의 제1의 기둥인 유럽 공동체의 틀 내에서 규정하는 안건에 대해서 유럽 연합 집행위원회가 제1의 기둥에 관한 입법 발의권을 독점하고 있기 때문에 집행에 있어서는 유럽 연합 집행위원회의 발의가 필요하다. 유럽 연합 이사회의 결정에서는 주로 지문, DNA, 자동차 등록 정보 교환에 관한 형사 사건의 경찰 기관 협력에 관하여 규정하였다. 이 정보 교환 규정은 2012년부터 적용될 예정이다.

## 사법 공조

### 직접적인 사법 공조
솅겐 협정 회원국은 제2차 솅겐 협정 제50조에 규정되고 있는 경미한 범죄를 제외한 모든 종류의 범죄에 대해서 형사 사법에 상호 간에 협력할 의무를 지고 있다. 모든 솅겐 조약 가맹국은 다른 회원국의 법정에 문서를 송부하고 제출할 수 있지만 수신 측이 그 문서의 원어판을 이해할 수 없다고 생각되는 경우에는 번역문을 첨부하여야 한다(제2차 솅겐 협정 제52조). 사법적 지원 요청은 외교 루트를 통할 필요는 없으며 솅겐 조약 가맹국의 사법 당국 간 직접적으로 주고받는다(제2차 솅겐 협정 제53조).
제2차 솅겐 협정 제54조부터 제58조는 솅겐 조약 가맹국 내에서의 일사부재리의 적용에 관한 세부 사항이 규정되어 있으며 제59조 내지 제69조는 솅겐 협정 회원국 간의 범죄 용의자 인도나 한 회원국에서 내려진 실형 판결의 다른 회원국들이 집행에 관하여 규정하였다.

### 규제 약물
제2차 솅겐 협정 제67조부터 제76조에서는 규제 약물 거래에 대해서 규정되어 있다. 솅겐 조약 가맹국은 마약 불법 거래를 적발할 의무를 지고 있으며 가맹국은 규제 약물의 불법 거래에서 얻은 이익을 몰수해야 한다. 이러한 약물의 국경을 초월한 합법적인 거래의 규제는 국경 부근이 아닌 각국의 영내에서 실시되어야 한다. 개인은 솅겐 협정 회원국에서 허가한 약물 목록이 담긴 문서를 소지하고 있으면 다른 솅겐 협정 회원국의 영내에 규제 약물을 들여올 수 있다.

### 무기·총탄
제2차 솅겐 협정 제77조부터 제91조는 무기와 총탄의 규제에 대해서 상세히 규정하고 있다. 무기 소지에 관한 제한은 협정 자체, 또는 유럽 연합의 법령에서 규정되고 있다. 이 때문에 솅겐 관련 규정에서도 무기와 총알의 제조, 구입, 거래의 허가에 관한 조건에 대해서 규정하고 있다. 특히 1991년 이사회 지령은 다른 회원국령 내에 무장 괴한의 반입을 허용하는 허가증 제도를 도입했다.